# سرخیو ماتو
سرخیو ماتو (اسپانیایی: Sergio Matto‎؛ ۱۳ اکتبر ۱۹۳۰ – ۲۳ نوامبر ۱۹۹۰) ورزشکار بسکتبال اهل اروگوئه بود.
وی در مسابقات کشوری و بین‌المللی در مجموع برندهٔ ۲ مدال برنز شده‌است.